# Varangéville
Varangéville ist eine französische Gemeinde mit 3.555 Einwohnern (Stand: 1. Januar 2022) im Département Meurthe-et-Moselle in der Region Grand Est (bis 2015 Lothringen). Sie gehört zum Arrondissement Nancy und zum Kanton Lunéville-1. Die Einwohner werden Varangévillois(es) genannt.

## Geografie
Varangéville liegt an der Meurthe und am Flüsschen Roanne, die in der Nachbargemeinde Saint-Nicolas-de-Port mündet. Mitten durch die Gemeinde verläuft der Canal de la Marne au Rhin. Umgeben wird Varangéville von den Nachbargemeinden Lenoncourt im Norden und Nordwesten, Buissoncourt im Norden, Haraucourt im Osten und Nordosten, Dombasle-sur-Meurthe im Osten und Südosten, Rosières-aux-Salines im Süden, Saint-Nicolas-de-Port im Südwesten, Laneuveville-devant-Nancy im Westen sowie Art-sur-Meurthe im Westen und Nordwesten.
Der Bahnhof Varangéville-Saint-Nicolas liegt an der Bahnstrecke Paris–Strasbourg.

## Geschichte
Ende des achten Jahrhunderts errichteten die Mönche der Abtei Gorze bei Metz hier in Varangesi villa eine Priorei. 1051 bestätigte Papst Leo IX. dem Kloster Gorze alle seine Besitzungen, darunter auch eine in „Vuaringisivilla“ (Regesta Imperii Band III Nr. 858). Vorgängerbauten der heutigen Prioratskirche des 11. und 12. Jahrhunderts sind nicht erhalten.
Seit 1855 wird in Varangéville bergmännisch Salz gefördert.

### Bevölkerungsentwicklung
| Jahr      | 1962 | 1968 | 1975 | 1982 | 1990 | 1999 | 2006 | 2019 |
| Einwohner | 4382 | 4385 | 4301 | 4126 | 4001 | 4241 | 4121 | 3594 |

## Sehenswürdigkeiten
- merowingische Nekropole aus dem 6. bis 8. Jahrhundert nach Christus (mit etwa 20 bis 30 Bestattungen)
- Kirche Saint-Gorgon aus dem 15. Jahrhundert, Umbauten im 16. Jahrhundert, Monument historique seit 1907
- Frühere Prioratskirche aus dem 11./12. Jahrhundert
- Ruinen des früheren Kapuzinerkonvents aus dem 17. Jahrhundert

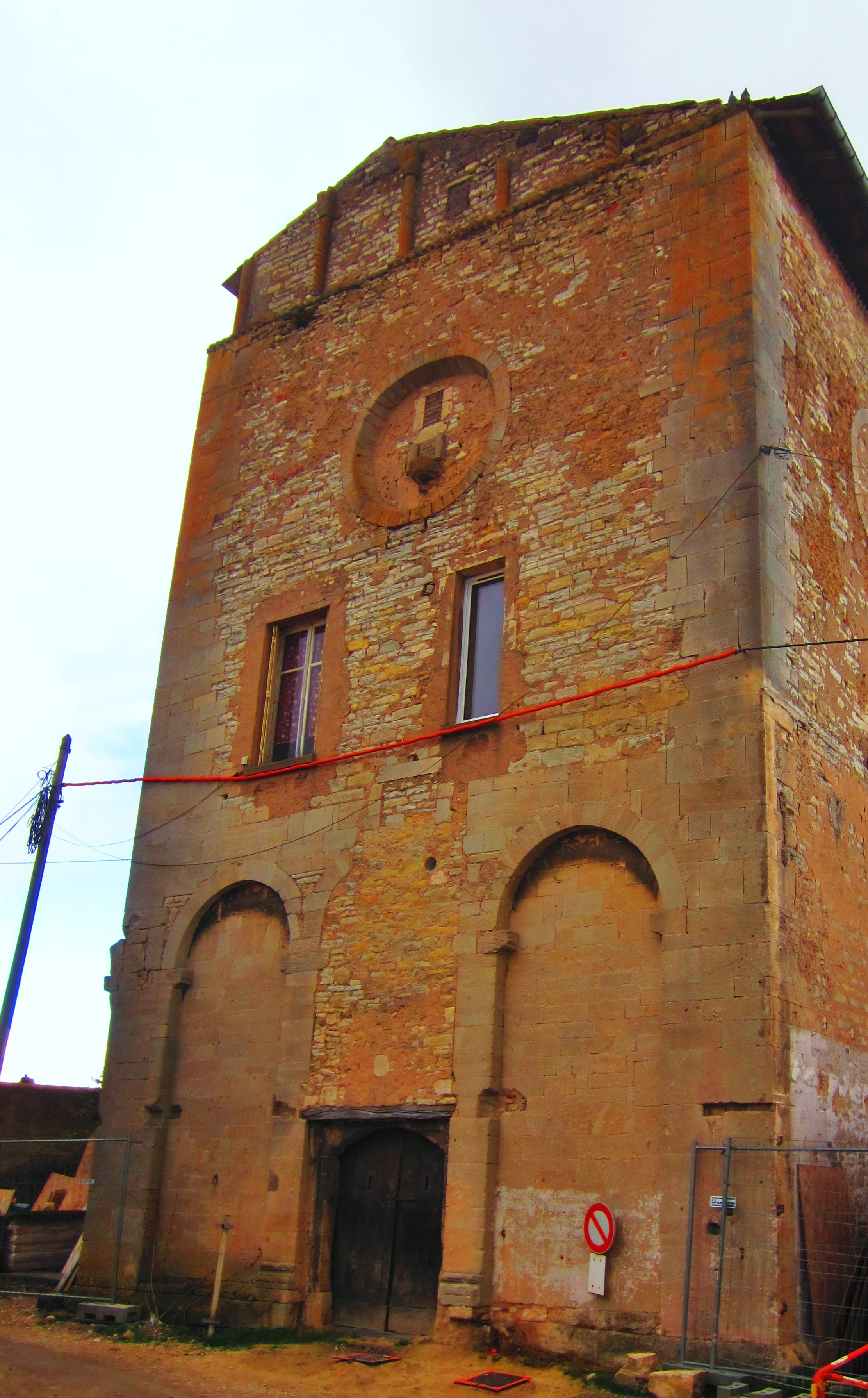
Alte Prioratskirche von Varangéville